# Traité de Moultrie Creek

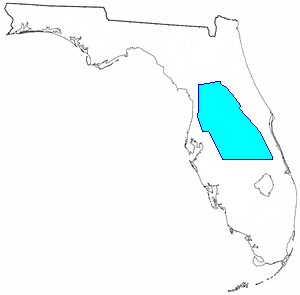
Le traité de Moultrie Creek établit une réserve indienne pour les Séminoles, au centre de la Floride.

Le traité de Moultrie Creek est un accord signé en 1823 entre le gouvernement des États-Unis d'Amérique, et plusieurs chefs séminoles, dans l'actuel État de Floride.

## Négociation du traité
En 1821, les États-Unis font l'acquisition de la Floride auprès de l'Espagne, au travers du traité d'Adams-Onís. En 1823, le gouvernement décide de créer une réserve indienne pour les Séminoles, dans la partie centrale de ce nouveau territoire.
Une rencontre visant à négocier un traité est organisée au début de septembre 1823, à Moultrie Creek, au sud de la ville actuelle de Saint Augustine. Environ 425 Séminoles assistent à cette réunion, et choisissent comme représentant principal le chef Neamathla, de la tribu Miccosukee. Aux termes des négociations, les Séminoles sont contraints de se placer sous la protection des États-Unis et à renoncer à toutes prétentions sur les terres de Floride, en échange d'une réserve d'environ quatre millions d'acres (16 000 km2).
La réserve devait prendre place au centre de la péninsule de Floride, du nord de l'actuelle ville d'Ocala, jusqu'à l'extrémité sud de la baie de Tampa. Les frontières sont à l'intérieur des terres, afin de leur empêcher tout contact avec les commerçants de Cuba et des Bahamas. Neamathla et cinq autres chefs, sont toutefois autorisés à garder leurs villages le long de l'Apalachicola.
En vertu de ce traité, le gouvernement des États-Unis a l'obligation de protéger les Séminoles tant qu'ils restent pacifiques et respectueux des lois. Le gouvernement est censé leur distribuer des outils agricoles, des bovins et des porcs, les dédommager pour les déplacements et les pertes associés à leur transfert dans la réserve, et fournir des rations alimentaires pendant un an, jusqu'à ce que les Séminoles aient planté et récolté leurs nouvelles cultures. Le gouvernement doit également payer à la tribu 5 000 dollars par an pendant vingt ans, et fournir un interprète, une école et un forgeron pendant cette même période de vingt ans. De leur côté, les Séminoles doivent permettre la construction de routes à travers la réserve et appréhender tout esclave fugitif ou tout autre fugitif, et les remettre entre les mains des représentants de la justice des États-unis.